# Metropolitana di Sapporo
La Metropolitana di Sapporo (札幌市営地下鉄?, Sapporo-shiei-chikatetsu) è il sistema di metropolitana a Sapporo, in Giappone, e dispone di 3 linee, servite da 49 stazioni per una lunghezza totale di 48,0 km.

## Storia
La prima linea fu aperta nel 1971 in occasione delle olimpiadi invernali dell'anno successivo, negli anni seguenti la prima linea è stata prolungata ed altre due linee sono state costruite. Il sistema ha assunto l'attuale conformazione nel 1999 con l'inaugurazione dell'ultimo tratto della linea Tōzai.
Il sistema fa uso di una rotaia centrale e di ruote di gomma, caso unico in tutto il Giappone.

## Linee
| Colore & Icona | Colore & Icona | Nome          | Codice | Inaugurazione | Ultima estensione | Lunghezza | Stazioni |
| -------------- | -------------- | ------------- | ------ | ------------- | ----------------- | --------- | -------- |
| Verde          |                | Linea Namboku | N      | 1971          | 1978              | 14,3 km   | 16       |
| Arancione      |                | Linea Tōzai   | T      | 1976          | 1999              | 20,1 km   | 19       |
| Blu            |                | Linea Tōhō    | H      | 1988          | 1994              | 13,6 km   | 14       |

## Tariffe
| Settori       | Biglietto singolo | Interscambio con tram | Interscambio con bus (1 settore) | Interscambio con bus (2 settori) |
| ------------- | ----------------- | --------------------- | -------------------------------- | -------------------------------- |
| 1 ( - 3 km)   | 200               | 290                   | 320                              | 350                              |
| (2) ( - 5 km) | 240               | 330                   | 340                              | 370                              |
| 2 ( - 7 km)   | 240               | 330                   | 360                              | 390                              |
| 3 ( - 11 km)  | 280               | 370                   | 400                              | 430                              |
| 4 ( - 15 km)  | 310               | 400                   | 430                              | 460                              |
| 5 ( - 19 km)  | 340               | -                     | 460                              | 490                              |
| 6 ( - 21 km)  | 360               | -                     | 480                              | 510                              |

## Progetti futuri
Sono state proposte alcune estensioni delle linee, ma a causa di ristrettezze economiche la loro realizzazione rimane al momento sulla carta. Fra le varie proposte, vi è una monorotaia che colleghi la città a Ishikari.